# Marval
Marval település Franciaországban, Haute-Vienne megyében. Lakosainak száma 481 fő (2022. január 1.). Marval Cussac, Abjat-sur-Bandiat, Saint-Barthélemy-de-Bussière, La Chapelle-Montbrandeix, Pensol és Saint-Mathieu községekkel határos.

## Népesség
A település népességének változása:
| Lakosok száma | 566  | 555  | 563  | 540  | 520  | 500  | 495  | 488  | 481  |
|               | 2013 | 2015 | 2016 | 2017 | 2018 | 2019 | 2020 | 2021 | 2022 |